# Nhân quyền tại Libya
Theo báo cáo Nhân quyền của Bộ Ngoại giao Mỹ năm 2010, chế độ độc tài của Libya tiếp tục bị cáo buộc vi phạm nghiêm trọng nhân quyền. 
Một số loại vi phạm rất nhiều và nghiêm trọng của chính phủ bao gồm điều kiện nhà tù kém, bắt bớ và giam giữ, tù nhân bị biệt giam, và tù nhân chính trị được tổ chức trong nhiều năm mà không buộc tội hoặc xét xử. Tư pháp bị kiểm soát bởi nhà nước, và không có quyền được xét xử công bằng. Người dân Libya không có quyền thay đổi chính phủ của họ. Fathi Eljahmi là một tù nhân chính trị người Libya đã nhận được sự chú ý đáng kể.
Tự do ngôn luận, báo chí, hội họp, lập hội, và tôn giáo bị hạn chế. Tổ chức nhân quyền đều bị cấm.
Dân tộc và bộ tộc thiểu số bị phân biệt đối xử, và nhà nước vẫn tiếp tục hạn chế quyền lao động của người lao động nước ngoài. 
Một vụ nổi tiếng là của sáu nhân viên y tế nước ngoài (năm y tá Bulgaria và một bác sĩ Palestine), người bị cáo buộc cố tình lây nhiễm cho 426 trẻ em bị nhiễm độc máu nhiễm HIV trong bệnh viện vào năm 1999. Ngày 06 Tháng 5 Năm 2004, tòa án Libya kết án các nhân viên y tế này tội chết. Họ cuối cùng đã được giải thoát trong năm 2007, sau khi ngoại giao châu Âu vào cuộc.
Chính phủ liên tục tịch thu đất, lấy đi tài sản từ các công dân bình thường. Công dân được đền bù ít hoặc không cho những nắm đất mà chính phủ các biện minh như mở rộng đường, hay nơi đặt ống của dự án Dòng Sông nhân tạo vĩ đại.
Trong năm 2005, Freedom House xếp hạng các quyền chính trị ở Libya là "7" (1 là tự do nhất và 7 không hề có tự do), tự do dân sự là "7" và đánh giá tự do "Không tự do".